# حملة جرين
حملة جرين في حملة عالمية غير ربحية ومجموعة محاماة تدعوا إلى الحقوق السياسية والاجتماعية في التعليم لمثلي الجنس والمخنثين والمتحولين جنسيا وعليل/استجواب المثلي. وهي تسعى إلى إنهاء التمييز والتحرش والبلطجة على أساس الميل الجنسي والهوية الجنسانية في جميع المعاهد التعليمية مع الرسالة الكامنة في أن «الاختلاف جيد». وهي واحدة من أولى الحملات من نوعها التي تنشأ خارج الولايات المتحدة، ويديرها طلاب ودوليون عمدا.
تدعم الحملة كل عمل مباشر وتصوير الاحتجاجات المعروفة باسم «احترام» لمساعدة نشر فكرة «ان كسب احترام الناس في المدرسة شئ جيد» والجهل إلى «سئ». تظهر الصور الناس أمام خلفية بيضاء يرتدون ألوان قوس قزح مع كلمة «احترام» رسمت على وجوههم في ألوان علم فخر مثلي الجنس. تم إنشاء الحملة في 29 أكتوبر 2010 من قبل طالبة مدرسة بيداليس، كلوديا وايت. الاحترام الصور ظهرت على موقع الحملة، وكذلك فيسبوك وFlickr. للحملة أيضا أكثر من 1000 متابع على تويتر في غضون أسبوع من موقعها مباشرة على الهواء.